# Anita (1973)
Anita é um filme erótico francês de 1973 dirigido por Torgny Wickman, estrelando Christina Lindberg and Stellan Skarsgård.

## Enredo
Este conto erótico centra-se na sedutora Anita (Christina Lindberg), cuja busca pelo amor leva a uma vida vazia de ninfomania. O caminho autodestrutivo de Anita toma um novo rumo quando conhece o estudante universitário Erik (Stellan Skarsgård), que tenta ajudá-la a superar seu vício. Erik interpreta o papel de conselheiro enquanto Anita lentamente revela seu passado conturbado. Mas será que sua prescrição do êxtase definitivo realmente a curará? O filme foi produzido em Estocolmo, Katrineholm e na igreja em Vadsbro, com suas duas torres.

## Elenco
- Christina Lindberg como Anita
- Stellan Skarsgård como Erik
- Danièle Vlaminck como Mãe
- Michel David como Pai
- Per Mattsson como Artista
- Ewert Granholm como Glasier
- Arne Ragneborn como Homem na Biblioteca
- Jörgen Barwe como Lundbaeck
- Ericka Wickman como irmã gêmea de Anita (filha do diretor Torgny Wickman)
- Berit Agedahl como Assistente Social Lésbica
- Jan-Olof Rydqvist como Professor
- Thore Segelström como Professor
- Lasse Lundberg as Man como Homem na Estação Ferroviária.[2]

## Títulos Alternativos
- O nome do filme sueco é Anita – ur en tonårsflickas dagbok (Anita – From the Diary of a Teenage Girl).
- O título francês do filme é Les Impures.

## Distribuição
Por conta da natureza explícita do filme, ele foi banido na Noruega e Nova Zelândia.